# Lucius Papirius Maso
Lucius Papirius Maso war ein römischer Politiker und Angehöriger der gens Papiria. Wahrscheinlich war er ein Sohn des Decemvirn Gaius Papirius Maso und damit ein Neffe des Konsuls des Jahres 231 v. Chr., Gaius Papirius Maso. Als praetor urbanus des Jahres 176 v. Chr. entschied er, dass auch Kinder, die im 13. Monat der Schwangerschaft geboren wurden, einen Erbschaftsanspruch hatten.